# Libertinage et tragique dans l'œuvre de Vailland
Libertinage et tragique dans l'œuvre de Vailland est un ouvrage sur la vie et l'œuvre de l'écrivain Roger Vailland écrit par le professeur et critique littéraire Michel Picard, paru chez Hachette en 1972. 

## Présentation
Cet ouvrage est né de la thèse qu'a consacré Michel Picard à la portée de l'œuvre de Roger Vailland en 1971, soit six ans après sa mort. Il analyse cette œuvre multiple où romans, essais et textes plus personnels font écho les uns les autres pour nous renvoyer une vision globale de ses écrits,,. 
Le titre est lui-même révélateur du travail de recherche de Michel Picard : libertinage et tragique se mêlent dans la vie et dans l'œuvre de Vailland, au point qu'il est parfois difficile de faire la part des choses, avec selon les périodes, la 'saison' qu'il vit, la prééminence de l'une ou de l'autre de ces deux tendances.